# Paral·lel 1° nord
El paral·lel 1° nord és una línia de latitud que es troba a 1 graus nord de la línia equatorial terrestre. Travessa l'oceà Atlàntic, Àfrica, l'oceà Índic, Àsia sud-oriental, l'oceà Pacífic, i Amèrica del Sud.

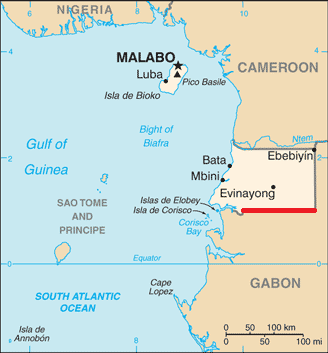
El Paral·lel 1° nord defineix la major part de la frontera meridional de Guinea Equatorial amb Gabon.

Aquest paral·lel defineix part de la frontera entre Gabon i Guinea Equatorial. a partir de la seva confluència amb el riu Mitémélé (prop de la vila de Mibonde i del Meridià 10 a l'est) a l'est de Guinea Equatorial quan la frontera s'eleva perpendicularment al nord.

## Geografia
En el sistema geodèsic WGS84, al nivell de 1° de latitud nord, un grau de longitud equival a 111,302 km; la longitud total del paral·lel és de 40.069 km, que és aproximadament 97% de la de l'equador. Es troba a una distància de 111 km de l'equador i a 9.891 km del pol Nord.
Igual que tots els altres paral·lels a part de l'equador, el paral·lel 1° nord no és un cercle màxim i, per tant, no és la distància més curta entre dos punts, fins i tot si són a la mateixa latitud. Per exemple, seguint el paral·lel, la distància recorreguda entre dos punts de longitud oposada és 20.034  km; després d'un cercle màxim (que passa pel Pol Nord), només és 19.782 km.

## Durada del dia
En aquesta latitud, el sol és visible durant 12 hores i 11 minuts a l'estiu, i 12 hores i 4 minuts en solstici d'hivern.

## Arreu del món
Començant al meridià de Greenwich i dirigint-se cap a l'est, el paral·lel 1º passa per:
| Coordenades                             | País, territori o mar              | Notes |
| --------------------------------------- | ---------------------------------- | --- |
| 1° 0′ N, 0° 0′ E / 1.000°N,0.000°E      | Oceà Atlàntic                      | Passa just al nord de l'illa de Corisco, Guinea Equatorial · Passa just al nord de l'illa d'Elobey Grande, Guinea Equatorial                        |
| 1° 0′ N, 9° 31′ E / 1.000°N,9.517°E     | Guinea Equatorial                  | Illa d'Elobey Chico |
| 1° 0′ N, 9° 31′ E / 1.000°N,9.517°E     | Oceà Atlàntic                      | |
| 1° 0′ N, 9° 35′ E / 1.000°N,9.583°E     | Gabon                              | |
| 1° 0′ N, 9° 47′ E / 1.000°N,9.783°E     | Guinea Equatorial                  | |
| 1° 0′ N, 10° 0′ E / 1.000°N,10.000°E    | Frontera Guinea Equatorial / Gabon | |
| 1° 0′ N, 11° 20′ E / 1.000°N,11.333°E   | Gabon                              | |
| 1° 0′ N, 14° 25′ E / 1.000°N,14.417°E   | Rep. del Congo                     | |
| 1° 0′ N, 17° 51′ E / 1.000°N,17.850°E   | R.D. del Congo                     | |
| 1° 0′ N, 30° 13′ E / 1.000°N,30.217°E   | Uganda                             | |
| 1° 0′ N, 34° 29′ E / 1.000°N,34.483°E   | Kenya                              | |
| 1° 0′ N, 41° 0′ E / 1.000°N,41.000°E    | Somàlia                            | |
| 1° 0′ N, 43° 54′ E / 1.000°N,43.900°E   | Oceà Índic                         | Passa just al nord de l'atol·ló Huvadhu, Maldives                                                                                                   |
| 1° 0′ N, 97° 23′ E / 1.000°N,97.383°E   | Indonèsia                          | Illa de Nias |
| 1° 0′ N, 97° 55′ E / 1.000°N,97.917°E   | Oceà Índic                         | |
| 1° 0′ N, 98° 56′ E / 1.000°N,98.933°E   | Indonèsia                          | Illes de Sumatra, Padang, Rantau i Rangsang |
| 1° 0′ N, 103° 4′ E / 1.000°N,103.067°E  | Estret de Malaca                   | |
| 1° 0′ N, 103° 21′ E / 1.000°N,103.350°E | Indonèsia                          | Illa de Gran Karimun |
| 1° 0′ N, 103° 27′ E / 1.000°N,103.450°E | Estret de Singapur                 | |
| 1° 0′ N, 103° 47′ E / 1.000°N,103.783°E | Indonèsia                          | Illes de Kapaladjernih, Bulan, Batam, Bintan i Mapur                                                                                                |
| 1° 0′ N, 104° 51′ E / 1.000°N,104.850°E | Mar de la Xina Meridional          | |
| 1° 0′ N, 107° 23′ E / 1.000°N,107.383°E | Indonèsia                          | Arxipèlag de Tambelan |
| 1° 0′ N, 107° 36′ E / 1.000°N,107.600°E | Mar de la Xina Meridional          | |
| 1° 0′ N, 108° 58′ E / 1.000°N,108.967°E | Indonèsia                          | Kalimantan |
| 1° 0′ N, 110° 16′ E / 1.000°N,110.267°E | Malàisia                           | Sarawak - per uns 3 km |
| 1° 0′ N, 110° 18′ E / 1.000°N,110.300°E | Indonèsia                          | Kalimantan - per uns 4 km |
| 1° 0′ N, 110° 20′ E / 1.000°N,110.333°E | Malàisia                           | Sarawak |
| 1° 0′ N, 110° 53′ E / 1.000°N,110.883°E | Indonèsia                          | Kalimantan |
| 1° 0′ N, 111° 31′ E / 1.000°N,111.517°E | Malàisia                           | Sarawak - per uns 8 km |
| 1° 0′ N, 111° 35′ E / 1.000°N,111.583°E | Indonèsia                          | Kalimantan |
| 1° 0′ N, 110° 46′ E / 1.000°N,110.767°E | Malàisia                           | Sarawak - per uns 8 km |
| 1° 0′ N, 111° 51′ E / 1.000°N,111.850°E | Indonèsia                          | Kalimantan |
| 1° 0′ N, 118° 59′ E / 1.000°N,118.983°E | Estret de Macassar                 | |
| 1° 0′ N, 120° 44′ E / 1.000°N,120.733°E | Indonèsia                          | Illa de Sulawesi |
| 1° 0′ N, 122° 28′ E / 1.000°N,122.467°E | Mar de Cèlebes                     | |
| 1° 0′ N, 124° 14′ E / 1.000°N,124.233°E | Indonèsia                          | Illa de Sulawesi |
| 1° 0′ N, 124° 54′ E / 1.000°N,124.900°E | Mar de les Moluques                | Passa just al nord de l'illa de Gureda, Indonèsia                                                                                                   |
| 1° 0′ N, 127° 28′ E / 1.000°N,127.467°E | Indonèsia                          | Illa de Halmahera |
| 1° 0′ N, 127° 38′ E / 1.000°N,127.633°E | Kao Bay                            | |
| 1° 0′ N, 127° 56′ E / 1.000°N,127.933°E | Indonèsia                          | Illa de Halmahera |
| 1° 0′ N, 128° 33′ E / 1.000°N,128.550°E | Oceà Pacífic                       | Passa just al sud de l'illa de Fani, Indonèsia · Passa just al nord de Mapia, Indonèsia · Passa just al sud de l'atol·ló Kapingamarangi, Micronèsia |
| 1° 0′ N, 173° 0′ E / 1.000°N,173.000°E  | Kiribati                           | Atol·ló Maiana |
| 1° 0′ N, 173° 3′ E / 1.000°N,173.050°E  | Oceà Pacífic                       | Passa just al nord de l'illa Howland, Illes d'Ultramar Menors dels Estats Units · Passa entre illa Wolf i illa Pinta a les illes Galápagos, Equador |
| 1° 0′ N, 79° 31′ O / 1.000°N,79.517°O   | Equador                            | |
| 1° 0′ N, 78° 13′ O / 1.000°N,78.217°O   | Colòmbia                           | |
| 1° 0′ N, 69° 13′ O / 1.000°N,69.217°O   | Brasil                             | Amazones |
| 1° 0′ N, 66° 36′ O / 1.000°N,66.600°O   | Veneçuela                          | |
| 1° 0′ N, 65° 41′ O / 1.000°N,65.683°O   | Brasil                             | Amazones - per uns 11 km |
| 1° 0′ N, 65° 36′ O / 1.000°N,65.600°O   | Veneçuela                          | |
| 1° 0′ N, 65° 10′ O / 1.000°N,65.167°O   | Brasil                             | Amazonas Roraima Pará Amapá Pará – una illa a la boca del riu Amazones                                                                              |
| 1° 0′ N, 49° 56′ O / 1.000°N,49.933°O   | Oceà Atlàntic                      | |